# Pro-Demokratie-Lager (Hongkong)
Als Pro-Demokratie-Lager, Pan-Demokratie-Lager oder einfach demokratisches Lager (chinesisch 民主派, englisch pro-democracy camp – „demokratisches Lager, prodemokratisches Lager“ oder 泛民主派, kurz 泛民, englisch pan-democracy camp – „pandemokratisches Lager“) werden alle politischen Kräfte in der Sonderverwaltungszone Hongkong bezeichnet, die überwiegend liberal-demokratisch eingestellt sind und sich vor allem für das Voranbringen der Demokratisierung inklusive direkter Demokratie einsetzen.
Für das Voranbringen der Demokratie in Hongkong sollen Reformen stattfinden, die die Direktwahl des Chief Executive ermöglichen. Ansonsten nehmen die Demokraten generell liberalistische Werte ein, die Rechtsstaatlichkeit, Menschenrechte, bürgerliche Freiheiten und soziale Gerechtigkeit umfassen. In der Wirtschaftspolitik gibt es allerdings Unterschiede zwischen den einzelnen Parteien des Pro-Demokratie-Lagers. Dort reichen die Positionen von Demokratischem Sozialismus bis zu Wirtschaftsliberalismus. Aufgrund ihrer teils konfrontativen Haltung gegenüber der Regierung der Sonderverwaltungszone Hongkong und der Regierung der Volksrepublik China werden die Demokraten oft als Oppositionslager bezeichnet. Seit dem Abtreten Hongkongs durch das Vereinigte Königreich hat das gegnerische Pro-Peking-Lager die Kontrolle über Hongkong, welches der Regierung der Volksrepublik China nahesteht. Bei den Wahlen zum Legislative Council erhalten die Parteien aus dem Pro-Demokratie-Lager in der Regel über die Hälfte der Stimmen und in den geographischen Wahlkreisen auch mehr Sitze als das Pro-Peking-Lager; durch die funktionalen Wahlkreise, in denen vor allem Abgeordnete des Pro-Peking-Lagers gewählt werden, hatte das Pro-Demokratie-Lager jedoch noch nie eine Mehrheit im Legislative Council.
In den 1970er Jahren entstanden die Vorläufer des heutigen Pro-Demokratie-Lagers aus Jugendbewegungen, die ab der Einführung der repräsentativen Demokratie Mitte der 1980er Jahre auch an Wahlen teilnahmen. Sie unterstützten neben der Demokratisierung Hongkongs auch Demokratiebestrebungen in der Volksrepublik China. Sie verfeindeten sich mit der Volksrepublik China und deren Unterstützern in Hongkong durch die Unterstützung der Proteste auf dem Tian’anmen-Platz 1989.
Das weit gefächerte Spektrum des Pro-Demokratie-Lagers besteht aus mehreren im Legislative Council vertretenen Parteien. Die seit Jahren größte Partei unter ihnen ist die Democratic Party. Seit der Wahl zum Legislative Council 2012 bekam jedoch die Civic Party mehr Stimmen als die Democratic Party. Nichtsdestoweniger hat die Democratic Party aufgrund des Wahlsystems in Wahlkreisen aktuell die meisten Sitze im Legislative Council inne. Nach den Protesten in Hongkong 2014 trat mit den Lokalisten eine neue politische Strömung in Hongkong in Erscheinung. Diese vertreten eine radikalere Haltung gegenüber der Volksrepublik China, setzten sich für eine Unabhängigkeit Hongkongs ein und unterscheiden sich somit vom herkömmlichen Pro-Demokratie-Lager, auch wenn sie teilweise mit diesem zusammenarbeiten.